# Приречье (Краснодарский край)
Прире́чье — посёлок в Красноармейском районе Краснодарского края.
Входит в состав Протичкинского сельского поселения.

## География
Посёлок находится на правом берегу Протоки (правый рукав дельты Кубани), на расстоянии 12 км к юго-западу от станицы Полтавская, административного центра района.

## Население
| 2002 | 2010 |
| ---- | ---- |
| 70   | ↘40  |

## Улицы
В посёлке имеется одна улица — Набережная.